# راجگار
راجگار (به انگلیسی: Rajgarh) یک منطقهٔ مسکونی در هند است که در Churu واقع شده‌است. راجگار ۱۸۴٬۰۰۰ نفر جمعیت دارد و ۴۷۹ متر بالاتر از سطح دریا واقع شده‌است.